# 조셉 브러츠먼

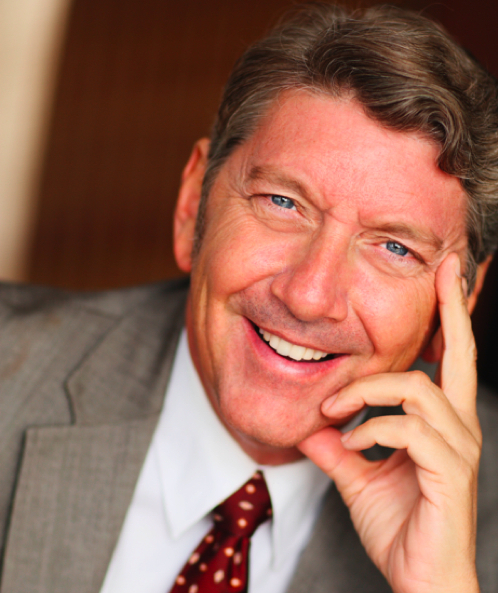

조지프 브러츠먼(Joseph Brutsman, 1960년 6월 23일 ~ )은 미국의 배우, 감독이다.
샤이엔에서 태어났다.

## 작품 목록

### 영화 출연
- 나이스 보이스 (1985)
- 3:15 the Moment of Truth (1986)
- 프리 머니 (1998)

### 영화 연출
- 섹스 중독자의 고백 (2001) - 각본 겸임

### 텔레비전 출연
- 미녀 첩보원 (1985-87, Scarecrow and Mrs. King)